# Werkbrett

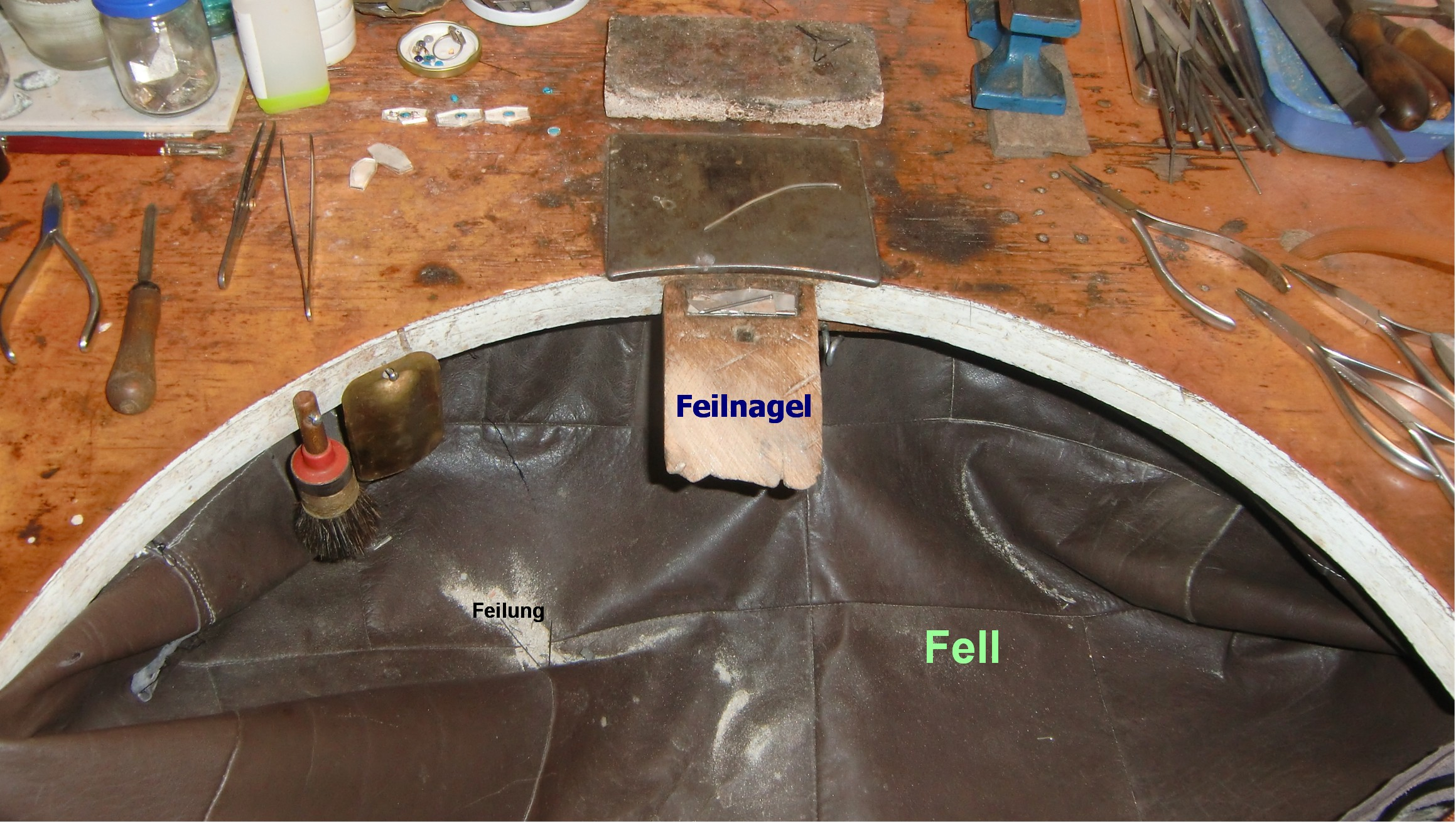
Werkbrett

Werkbrett wird der zentrale Arbeitsplatz eines Goldschmiedes genannt.

## Aufbau
Die Grundausstattung des Werkbrettes besteht aus einem meist mit einer Seite fest an einer Wand verankerten Tisch mit einer massiven, stabilen Arbeitsplatte aus Holz. In der Tischplatte ist eine große Aussparung in halbrunder Form freigelassen, an der der Goldschmied sitzt. In der Mitte der Aussparung befindet sich der Feilnagel, ein Keil aus Hartholz, der fest in einer Vertiefung in der Kante der Tischplatte eingekeilt wird. Der Feilnagel dient als Auflage- und Widerstand bietende Anlegefläche beim Bearbeiten kleinerer Werkstücke durch Feilen, Sägen, Biegen und ähnliche Methoden. Unter der bogenförmigen Aussparung des Werkbrettes ist das Fell befestigt, eine einem halben Sack ähnliche Mulde aus weichem Leder, oft Rauleder, die die Feilung auffängt. Als Feilung bezeichnet man die beim Bearbeiten der Werkstücke anfallenden edelmetallhaltigen Säge-, Feil- und Bohrspäne, die gesammelt und später gereinigt und wiederverwendet werden. Unter dem Feilnagel befinden sich meist ein oder zwei Schubladen, in der kleinere Arbeits- oder auch persönliche Gegenstände aufbewahrt werden können. Auf dem Tisch hinter dem Feilnagel ist eine hitzefeste Abdeckung der Tischplatte angebracht, in der Regel ein Stahlblock, der auch als Richtplatte dient. Darauf wird eine quaderförmige feuerfeste Lötplatte (Lötunterlage) gelegt, die aus Keramik, Schamotte, Holzkohle (natur oder gepresst, empfohlen wird ein einfassender Kohlenhalter aus Blech, um ein Brechen zu vermeiden) – alle wärmeisolierend – oder wäremeleitendem Grafit oder Platin sein kann.

## Zubehör
Seitlich der Aussparung und darunter an den Tischbeinen befinden sich in Griffweite Haltevorrichtungen für die verschiedenartigsten Werkzeuge wie viele Arten von Zangen, die Säge, den Ringriegel, den Ringstock, das Ringmaß und andere. Neben einer hellen blendfreien und schwenkbaren Arbeitslampe ist das Bretteisen unentbehrlich. Dies ist ein massiver Würfel aus Stahl, der eine absolut plan geschliffene und polierte Oberfläche hat und unter anderem zum genauen Richten der Werkstücke dient. Auf dem Werkbrett befinden sich neben etlichen weiteren Werkzeugen wie beispielsweise Feilen vieler verschiedener Formen und Größen, Hämmern unterschiedlicher Art, vielfältiger  Punzen und Sticheln, einem Messschieber, einer Mikrometerschraube, einem  Stahlwinkel mit Anschlag, einer Reißnadel, einem Dreikantschaber, einer Blechschere, einem Dreuelbohrer und vielen anderen mehr heute stets auch ein über der Tischmitte befestigter leistungsstarker Hängebohrmotor mit einer  biegsamen Welle zum  Bohren, Fräsen, Schleifen und für kleinere Polierarbeiten. Neben der Aussparung der Tischplatte befindet sich außerdem auch eine Halterung für den Gas-Brenner, mit dem die Löt- und auch kleinere Schmelzarbeiten durchgeführt werden.

## Weitere Bestandteile der Werkstatt
In der Werkstatt eines Goldschmiedes befinden sich eine ganze Reihe weiterer Arbeitsgeräte und Werkzeuge wie zum Beispiel ein kleiner Amboss, ein kräftiger Schraubstock mit diversen Zieheisen, einer  Blech- und einer Drahtwalze, ein Poliermotor, eine Galvanikanlage, ein Ultraschallreinigungsgerät und viele andere mehr, die aber nicht mehr unmittelbar zum Werkbrett gehören.